# Видаковићи
Видаковићи (раније Видаковићи Врела) су насељено мјесто у општини Шековићи, Република Српска, БиХ. Према попису становништва из 1991. у насељу је живјело 123 становника.

## Становништво
Насеље је на пописима становништва у Југославији забиљежено као „Видаковићи Врела“.
| Демографија (Видаковићи Врела) (Видаковићи Врела) (Видаковићи Врела) (Видаковићи Врела) | Демографија (Видаковићи Врела) (Видаковићи Врела) (Видаковићи Врела) (Видаковићи Врела) | Демографија (Видаковићи Врела) (Видаковићи Врела) (Видаковићи Врела) (Видаковићи Врела) |
| Година                                                                                  | Становника                                                                              | Становника                                                                              |
| --------------------------------------------------------------------------------------- | --------------------------------------------------------------------------------------- | --------------------------------------------------------------------------------------- |
| 1961.                                                                                   | 252                                                                                     |                                                                                         |
| 1971.                                                                                   | 260                                                                                     |                                                                                         |
| 1981.                                                                                   | 199                                                                                     |                                                                                         |
| 1991.                                                                                   | 123                                                                                     |                                                                                         |

Сви становници села Видаковићи-Врела презивају се Видаковић и са становницима сусједних села Корита и Мраморак чине братство Видаковића, потомака Видака Лечића, који је са своја четири сина дошао на ове просторе из Љубомира код Требиња у Херцеговини, крајем 18 вијека.Крсна слава Видаковића је Свети Архангел Михаило (21-ог Новембра).